# 콜드웰 (텍사스주)

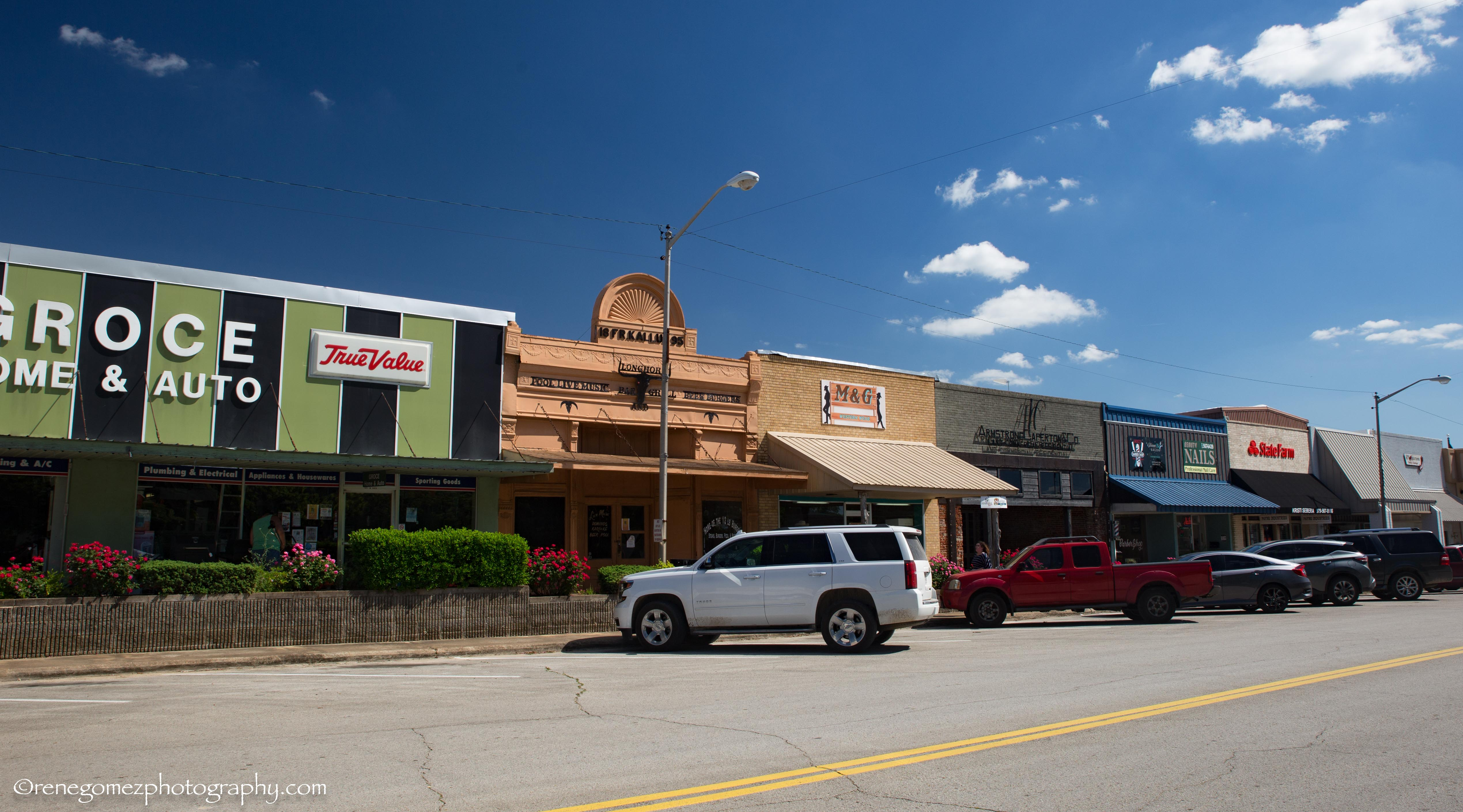

콜드웰(Caldwell)은 미국 텍사스주 벌레슨군의 군청 소재지이며 메인스트리트시티이다. 이 지역의 인구 수는 2010년 인구 조사 기준 4,104명이다. 브라이언-칼리지 스테이션 도심지역의 일부이다.
체코 유산 박물관의 본고장으로, 이 박물관은 토요일에 오전 10시부터 오후 3시까지 개관한다.

## 인구
| 인구조사              | 인구  | Note  | %±     |
| --------------------- | ----- | ----- | ------ |
| 1880년                | 301   |       | —      |
| 1890년                | 1,250 |       | 315.3% |
| 1900년                | 1,585 |       | 26.8%  |
| 1910년                | 1,476 |       | −6.9%  |
| 1920년                | 1,689 |       | 14.4%  |
| 1930년                | 1,724 |       | 2.1%   |
| 1940년                | 2,165 |       | 25.6%  |
| 1950년                | 2,109 |       | −2.6%  |
| 1960년                | 2,204 |       | 4.5%   |
| 1970년                | 2,308 |       | 4.7%   |
| 1980년                | 2,953 |       | 27.9%  |
| 1990년                | 3,181 |       | 7.7%   |
| 2000년                | 3,449 |       | 8.4%   |
| 2010년                | 4,104 |       | 19.0%  |
| 2019 (추산)           | 4,373 | [ 2 ] | 6.6%   |
| U.S. Decennial Census |       |       |        |